# Rajczani
Rajczani, Rajčani (maced. Рајчани) – wieś w północno-wschodniej Macedonii Północnej, w gminie Koczani.